# 문성우
문성우(文晟祐, 1956년 2월 27일 ~ )는 전라도 광주시에서 태어난 대한민국의 법조인, 검사다. 6월 5일 임채진 전 검찰총장이 퇴임하여 차장으로서 그 업무를 대신 수행했으며, 자신보다 후배 기수인 천성관이 차기 검찰총장으로 내정되자 7월 14일 용퇴했다.

## 학력
- 광주제일고등학교 졸업
- 서울대학교 법학 학사
- 서울대학교 대학원 법학과 수료

## 경력
- 1979년 : 21회 사법고시 합격(사법연수원 11기 수료)
- 1984년 ~ 1987년 : 서울지방검찰청 남부지청 검사
- 1987년 ~ 1988년 : 광주지방검찰청 순천지청 검사
- 1988년 ~ 1992년 : 서울지방검찰청 검사
- 1991년 : 대검찰청 검찰연구관
- 1991년 : 미국 워싱턴 법학대학교 방문연구원
- 1992년 ~ 1993년 : 서울지방검찰청 검사
- 1993년 : 광주지방검찰청 해남지청장
- 1993년 ~ 1994년 : 부산지방검찰청 동부지청 특수부장검사
- 1994년 ~ 1995년 : 광주지방검찰청 공안부장검사
- 1995년 ~ 1997년 8월 : 대검찰청 기획과장
- 1997년 8월 ~ 2000년 2월 : 법무부 검찰제1과장, 검찰제2과장, 검찰제3과장
- 2000년 2월 ~ 2001년 6월 : 서울지방검찰청 형사제3부장검사, 형사제7부장검사
- 2001년 6월 ~ 2002년 2월 : 서울지방검찰청 의정부지청 차장검사
- 2002년 2월 ~ 2003년 3월 : 수원지방검찰청 제2차장검사
- 2003년 3월 ~ 2004년 6월 : 서울지방검찰청 제2차장검사
- 2004년 6월 ~ 2005년 4월 : 대검찰청 기획조정부장
- 2005년 4월 ~ 2006년 2월 : 청주지방검찰청 검사장
- 2006년 2월 : 법무부 검찰국장
- 2008년 3월 ~ 2009년 1월 : 법무부 차관
- 2009년 1월 ~ 2009년 7월 : 대검찰청 차장검사
- 2009년 ~ 2015년 : 법무법인(유한) 바른 대표 변호사
- 2016년 ~ 2018년 : 법무법인 바른 총괄 대표 변호사
- 2019년 ~ 2020년 : 법무법인(유한) 바른 구성원 변호사
- 2020년 ~ 현 재  : 법무법인(유한) 바른 고문 변호사
- 한국법죄방지재단 이사

## 주요 사건
- 2000년 서울지방검찰청 형사제7부장을 맡고 있을 때, 음란 여부를 놓고 큰 논란이 됐던 영화 "거짓말"에 대해 무혐의 결정을 내렸다.[1]

## 평가
검찰 행정과 수사 분야를 폭넓게 경험한 기획통으로 2005년에는 검ㆍ경 수사권 조정과 관련해 검찰내 다양한 의견을 수렴하기도 했으며, 법무부 검찰제3과장, 제2과장, 제1과장 등을 지내면서 검찰 행정을 누구보다도 잘 알고 있다는 평가를 받았다. 대검 기획조정부장을 맡았을 때에는 일선 검찰 수사와 관련된 인권 보호 장치와 선진 제도 도입을 주도했다.

## 재산 사항
2006년 공직자 재산 공개시, 문성우는 재산이 3억5233만원을 신고하여 법무부와 검찰 고위직 중 안대희에 이어 꼴찌에서 2등을 차지했다. 이에 대해 문성우는 "18년 전에 산 집을 옮기지 않고 당시 기준으로 신고해서 그렇지 실제로는 부자"라고 말했다.
2009년 3월 27일 공직자 재산 변동사항 발표에 나타난 문성우와 그 친족의 재산은 12억 3331만원이다. 이 중 14억 3200만원은 본인명의의 대치동 국제아파트와 대치동 선경아파트 전세권으로 인한 것이며, 3억 1399만원의 채무를 가지고 있다.